# Буддизм в Узбекистані

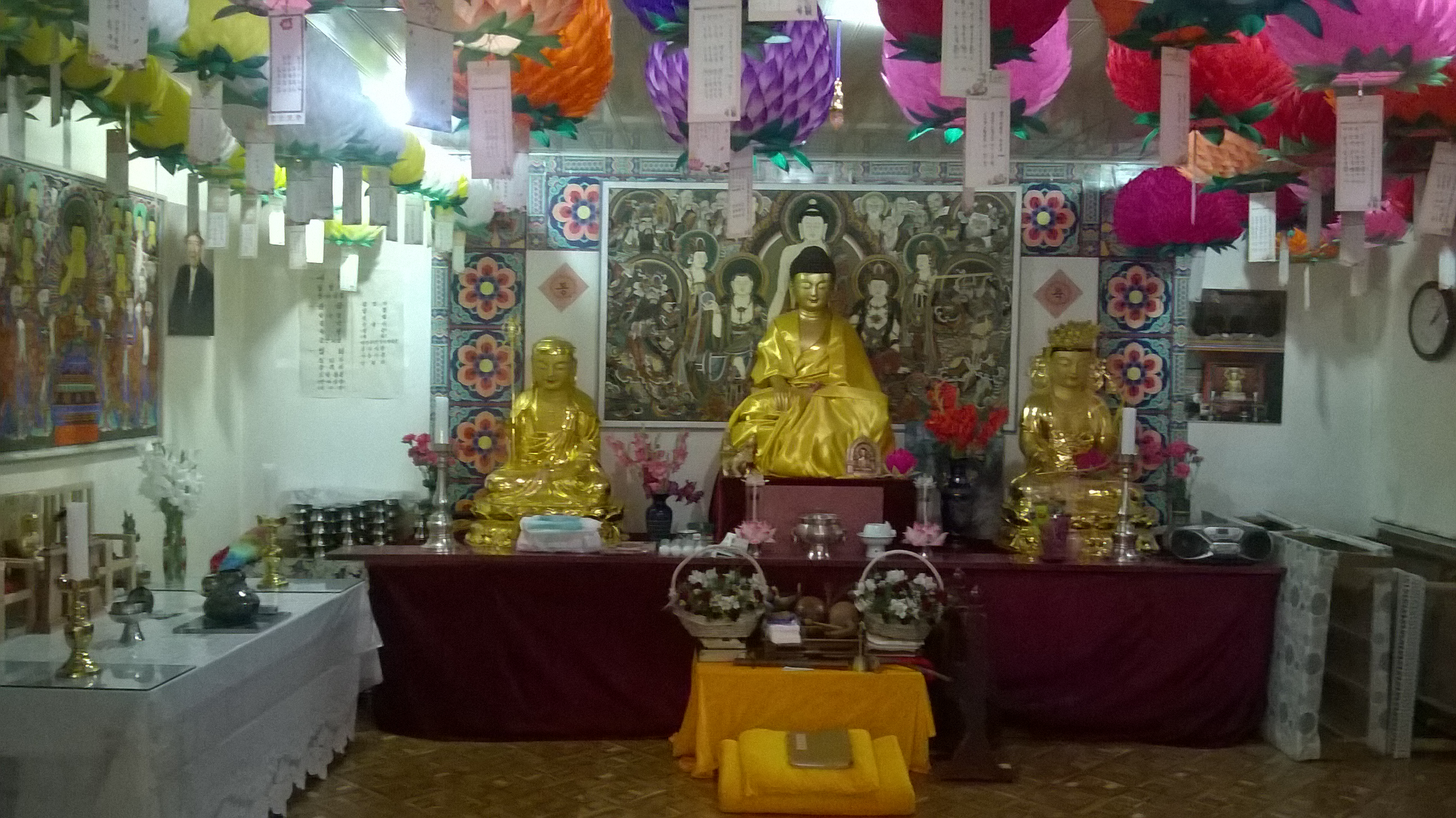
Буддійський храм у Ташкенті

Буддизм в Узбекистані — четверта релігія за поширеністю (після ісламу, християнства та юдаїзму), яку сповідують 0,2% населення, більшість з яких складають етнічні корейці. Офіційно в Узбекистані зареєстрована одна буддистська конфесія і один буддійський храм у Ташкенті.

## Історія
При правителях Кушанського царства буддизм широко проникає в Бактрію і Гандхару. За однією з легенд, записаних мовою палі, два торговці Тапассу та Бхалліка, брати з Бактрії, вирушили в дорогу, щоб зустрітися з Буддою і стати його учнями. Пізніше вони повернулися до Бактрії і збудували храми на честь Будди.
Популярність буддизму була пов'язана з його сприйняттям, як ідеології, міського населення. Греко-буддизм, що затвердився під час правління Канишки значно спростив «шлях до спасіння», що сприяло його масовому поширенню.
Після навали ефталітів, а також під час ісламської експансії буддизм втрачає роль повсюдної та популярної на території нинішнього Узбекистану релігії, а до 13 століття майже зникає повністю у результаті переслідувань іновірців під час правління Хорезмшахів.

### Сучасний буддизм
У часи перебування Узбекистану у складі СРСР права місцевих буддистів утискалися, аж до 1991 року, коли країна здобула незалежність. В Узбекистані з 2001 року відкрито буддійський храм. Храм виконаний в традиціях Дзен, там знаходиться статуя Будди і двох бодгісатв. В храмі проводяться різні свята корейського буддійського календаря, на яких збирається більше ста чоловік.

## Пам'ятки буддизму

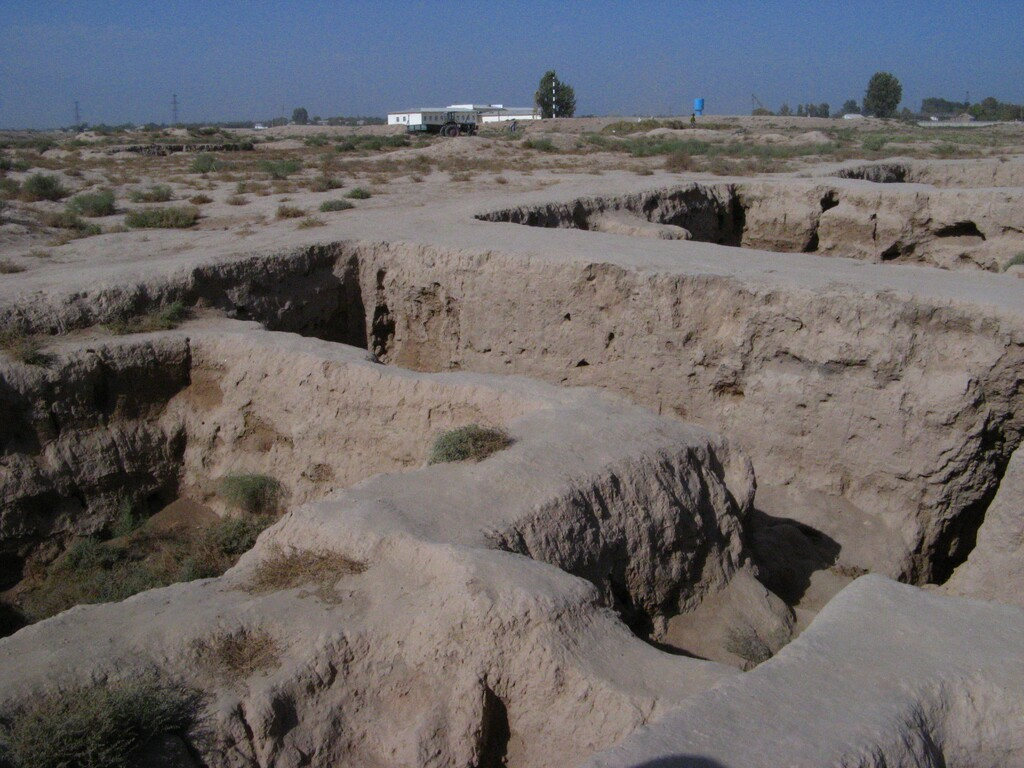
Дальверзин-Тепе

На території сучасного Узбекистану знаходиться близько 20 буддійських пам'яток. Частина з них — поряд із Термезом в Кара-тепе, Фаяз-тепе і Дальверзін-Тепе. У Зурмале були знайдені руїни ступи, а в Балалик-тепе — стіна з муралами.
Інші монастирі були виявлені в Еркургане і у Ферганській долині.

### Печерний монастир Кара-тепе
Кара-тепе - пагорб біля Термеза, на березі Амудар'ї (прикордонна зона Узбекистану з Афганістаном), на якому розташовується стародавній буддійський монастирський комплекс епохи Кушанського царства - одна з найважливіших пам'яток середньоазійського буддизму.

### Буддійський монастир Фаязтепа
Фаязтепа — це буддійський храмовий комплекс в Термезі, що відноситься до I-III століть до нашої ери.

### Буддійська ступа Зурмала
Буддійська ступа Зурмала - перша буддійська споруда, відкрита в Середній Азії, культове буддійське спорудження поблизу Старого Термеза епохи кушанів, один із найдавніших буддійських символів, висхідних до курганам. Споруда має форму вежі, викладеної з сирцевої квадратного цегли, грані якого приблизно дорівнюють 33 сантиметрам. Форма ступи символізує парінірвану. Основою вежі є орієнтована за чотирма сторонами світу платформа.